# Assemblea Nacional de Transició
L'Assemblea Nacional de Transició fou un organisme de 245 membres establert l'any 2000 per les diverses faccions de Somàlia com a primer pas cap a l'establiment d'un govern nacional, i la recuperació de l'estat desaparegut el 1991. L'Assemblea nomenava a un president d'un Govern Nacional de Transició, coordinat per un primer ministre que nomenava el president; president del govern, primer ministre, ministres i el cap de l'assemblea estaven subjectes al control de l'assemblea.
L'assemblea fou acordada per la Conferència Nacional de Pau de Somàlia a Arta (Djibouti) reunida del 20 d'abril al 5 de maig del 2000 (el 2 de maig estaven presents uns 400 delegats). El juliol del 2000 (amb un 900 delegats, però després de retirar-se Puntland) va aprovar la Carta Nacional o constitució (vigent per tres anys considerats de transició) que establia un sistema federal de 18 regions, ratificava a Mogadiscio com a capital i fundava formalment l'Assemblea amb 225 escons, dels quals 25 reservats a les dones. La constitució garantia també la llibertat d'expressió i associació, l'accés a la sanitat i l'educació publiques, i separava el poder legislatiu i el judicial (que seria independent), fou aprovada per 638 vots a favor i 4 en contra i seguidament va començar el procediment d'elecció dels membres de l'Assemblea. A finals de juliol es va decidir el repartiment en 44 escons per cada clan principal (dir, hawiye, rahanweyn o digil-mirifle i darod), 24 pels clans menors, i 25 per les dones (5 de cadascun dels quatre clans i 5 dels clans menors). A primers d'agost el nombre d'escons fou elevat a 245 (a proposta del president de Djibouti) i l'assemblea va obrir sessions el 13 d'agost, sent nomenat president de la mateixa el 20 d'agost Abdullah Deerow Isa i vicepresident Mohamed Abdi Yusuf.
- Vegeu Govern Nacional de Transició